# 米谷良知
（日语：、1963年5月13日—）是日本著名的动画导演及作画监督师，出生于东京都。他执导了主要的动画作品，包括《勇者王》、《深蓝救兵》、《进化战记》及1990年代《哆啦A梦附篇电影系列》等等。

## 作品

### 電視動畫
- 勇者王（1997年）導演、劇本、分鏡、演出
- 进化战记（1999年）導演、分鏡、演出
- 深蓝救兵（2000年）導演
- 咚隆隆炎魔君（2011年）導演、系列構成、劇本
- 獻給某飛行員的戀歌（2014年）OP分鏡
- 我們大家的河合莊（2014年）分鏡、OP分鏡
- 修業魔女璐璐萌（2014年）分鏡
- 宇宙浪子（2014年）分鏡
- 晨曦公主（2014年）分鏡、OP分鏡
- 食戟之靈（2015年）導演、分鏡、演出
- 食戟之靈 貳之皿（2016年）導演、分鏡、演出、OP分鏡、OP演出、ED分鏡
- 路人超能100（2016年）分鏡

### OVA
- 勇者王GaoGaiGar Final（2000年）
- 福星小子 障礙物遊泳大會（2008年）

### 電影動畫
- 2112年哆啦A梦的诞生（1995年）
- 多啦美与哆啦A梦七小子的机器人学校七不思议（1996年）
- 哆啦A梦七小子与怪盜哆啦邦谜样的挑战书（1997年）
- 哆啦A梦七小子的虫虫大作战（1998年）
- 哆啦A梦七小子与点心娜娜王国（1999年）